# Morville-en-Beauce
Morville-en-Beauce är en kommun i departementet Loiret i regionen Centre-Val de Loire strax norr Frankrikes mitt. Kommunen ligger i kantonen Malesherbes som tillhör arrondissementet Pithiviers. År 2022 hade Morville-en-Beauce 175 invånare.

## Befolkningsutveckling
Antalet invånare i kommunen Morville-en-Beauce
| Referens: INSEE |